# (250374) Jírovec
(250374) Jírovec est un astéroïde de la ceinture principale.

## Description
(250374) Jirovec est un astéroïde de la ceinture principale. Il fut découvert le 17 octobre 2003 à l'observatoire Kleť par le projet KLENOT. Il présente une orbite caractérisée par un demi-grand axe de 2,32 UA, une excentricité de 0,16 et une inclinaison de 3,6° par rapport à l'écliptique.
Cet astéroïde est nommé en hommage au compositeur bohémien Vojtěch Jírovec, également connu sous le nom d'Adalbert Gyrowetz.

## Compléments